# Protochromys fellowsi
Protochromys fellowsi  (Hinton, 1943) è l'unica specie del genere Protochromys (Menzies, 1996), endemica della Nuova Guinea.

## Descrizione

### Dimensioni
Roditore di piccole dimensioni, con lunghezza della testa e del corpo tra 136 e 151 mm, la lunghezza della coda tra 184 e 207 mm, la lunghezza del piede tra 29,5 e 31 mm, la lunghezza delle orecchie tra 19 e 20 mm e un peso fino a 86 g.

### Caratteristiche craniche e dentarie
Il cranio è sottile e allungato, il palato è stretto mentre le bolle timpaniche sono molto grandi. L'arcata zigomatica è molto sottile. Gli incisivi sono insolitamente bianchi. Il terzo molare superiore è relativamente grande.
Sono caratterizzati dalla seguente formula dentaria:

### Aspetto
Le parti superiori sono marroni brillanti, i fianchi sono più chiari, mentre le parti ventrali sono grigie con le punte dei peli rossicce. I piedi sono moderatamente allargati, tipici delle specie arboricole. La coda è più lunga della testa e del corpo, è rivestita da 12 anelli di scaglie per centimetro, ognuna corredata da un singolo pelo. Le femmine hanno 2 paia di mammelle inguinali.

## Biologia

### Comportamento
È probabilmente arboricola.

## Distribuzione e habitat
Questa specie è endemica della cordigliera centrale della Nuova Guinea.
Vive nelle foreste muschiose tra 1.800 e 2.600 metri di altitudine.

## Tassonomia
Questa specie è stata per molti anni inclusa nel genere Melomys.

## Conservazione
La IUCN Red List, considerato il vasto areale e la popolazione numerosa, classifica P.fellowsi come specie a rischio minimo (Least Concern).